# Niloufar Taghizadeh

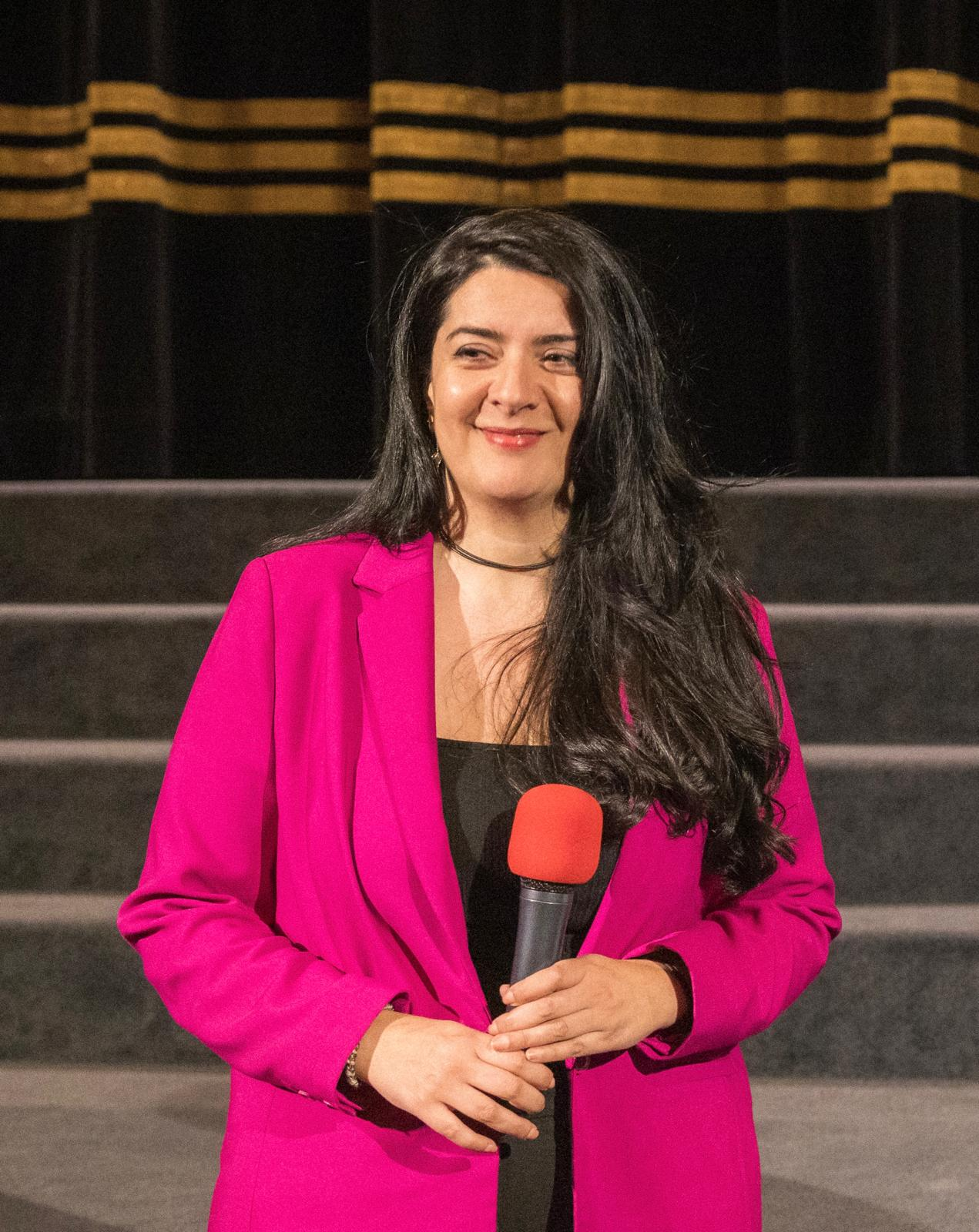
Niloufar Taghizadeh, 2023 bei einer Filmpremiere

Niloufar Taghizadeh (* 1978) ist eine iranisch-deutsche Regisseurin und Produzentin.

## Leben
Taghizadeh wurde im Vorfeld der Islamischen Revolution in Iran geboren. Im Alter von 17 Jahren kam sie nach Deutschland und lebt seit 1996 dort. Bereits in jungen Jahren begann sie mit der Arbeit in der Filmindustrie.
In Bayern studierte sie Filmregie an der Athanor Akademie. Ab 2006 arbeitete sie als einzige Frau im ZDF-Studio in Teheran und reiste regelmäßig für Dreharbeiten in ihr Geburtsland zurück. 2019 gründete sie in Heidelberg ihr eigenes Produktionsunternehmen Windcatcher Productions. Mit ihrem Team widmet sie sich vielschichtigen Geschichten und Biografien.

## Wirken
In ihren Filmen thematisiert Taghizadeh vor allem Menschenrechte, insbesondere die Rechte von Frauen und Kindern. Dabei geht es darum, Unterdrückung in jeglicher Form – sei es in Kunst und Kultur oder gesellschaftlichen Bedingungen – durch persönliche Geschichten für das Publikum greifbar zu machen.
Zu ihren Produktionen zählt eine fünfteilige Dokumentation, die für den deutsch-französischen Sender arte veröffentlicht wurde. 2024 feierte ihr erster Kinofilm Nilas Traum im Garten Eden Deutschlandpremiere. Der Film wurde mehr als drei Jahre „undercover“ in Iran gedreht. Hierin legt sie Tabus und die Bigotterie in der „heiligen Stadt“ Maschhad offen und bietet Einblicke in den von ultrakonservativen Traditionen geprägten Alltag in Iran.
Ihr Dokumentarfilm Googoosh – Made of Fire wurde auf mehrere internationale Filmfestivals eingeladen. Er porträtiert die Musikikone Googoosh und beleuchtet ihr Leben, das eng mit der politischen Geschichte Irans verbunden ist. Trotz eines jahrzehntelangen Auftrittsverbots während der Islamischen Revolution übt Googoosh einen bedeutender kulturellen Einfluss in Iran und darüber hinaus aus.
Mit ihren Werken trägt sie zur Reflexion der gesellschaftlichen Zustände in der Islamischen Republik Iran und in der ganzen Welt und zur Einnahme unterschiedlicher Perspektiven bei.

## Filmografie (Auswahl)
- 2013: Everyday Rebellion (Regie, Drehbuch, Kamera für die Iran-Episode)
- 2017: Durch die Nacht mit Thomas Ostermeier und Niki Karimi / Teheran (Produktionsleitung)
- 2017: Durch die Nacht mit Gérard Biard (Charlie Hebdo) und Inna Schewtschenko / Paris (Regie, Drehbuch)
- 2017: Durch die Nacht mit Navid Kermani und Martina Gedeck / Neapel (Regie, Drehbuch)
- 2019: Iran Bittersüß (Regie, Drehbuch)
- 2019: Irans letztes Fenster (Drehbuch)
- 2022: Seide aus Persien. Neuer Glanz für alte Kunst (Regie, Drehbuch, Produzentin)
- 2023: Wie Götter speisen (Co-Regie, Produzentin)
- 2024: Nilas Traum im Garten Eden (Regie, Produzentin, Kamerafrau)
- 2024: Googoosh – Made of Fire (Regie, Produzentin)